# Cantone di Gerzat
Il Cantone di Gerzat è una divisione amministrativa dell'arrondissement di Clermont-Ferrand e dell'arrondissement di Riom.
A seguito della riforma approvata con decreto del 21 febbraio 2014, che ha avuto attuazione dopo le elezioni dipartimentali del 2015, è passato da 6 a 4 comuni.

## Composizione
I 6 comuni facenti parte prima della riforma del 2014 erano:
- Aulnat
- Blanzat
- Cébazat
- Gerzat
- Malintrat
- Sayat

Dal 2015 i comuni appartenenti al cantone sono i seguenti 4:
- Aulnat
- Gerzat
- Malintrat
- Saint-Beauzire